# Бетон (албум)
Бетон је девети студијски албум српске музичке групе Канда, Коџа и Небојша. Албум је објављен 10. октобра 2022. године за издавачку кућу Mascom Records, а доступан је у дигиталном формату, на компакт-диску и на грамофонској плочи.

## Списак песама
Чланови групе Канда, Коџа и Небојша су аутори текстова и музике за све песме.
| №               | Назив                 | Трајање |  |
| 1.              | Бетон                 | 2:49    |  |
| 2.              |                       | 4:01    |  |
| 3.              | Остајем жив           | 4:10    |  |
| 4.              | Музика, мир и љубав   | 2:43    |  |
| 5.              | Односе ме             | 4:39    |  |
| 6.              | Тамо где је сунчано   | 4:16    |  |
| 7.              | Преживети у смрти     | 3:23    |  |
| 8.              | Ту и тамо, тамо, тамо | 3:33    |  |
| 9.              | Сад ми је добро       | 4:23    |  |
| Укупно трајање: | Укупно трајање:       | 33:57   |  |

- [1][2]

## Музичари
- Канда, Коџа и Небојша:
  - Оливер Нектаријевић — вокал
  - Јанко Мостарлић — гитара
  - Ненад Пејовић — гитара
  - Бошко Станојевић — бас-гитара
  - Владан Рајовић — бубњеви[2]

## Остале заслуге
- Канда, Коџа и Небојша — продуценти, дизајн омота
- Владимир Бурић — тонски сниматељ (1—5, 7—9), продуцент
- Иван Петровић — тонски сниматељ (1—5, 7—9)
- Сретен Витезовић — тонски сниматељ (1—5, 7—9)
- Душан Алагић — тонски сниматељ (6)
- Страњиња Ђурић — тонски сниматељ (6)
- Владимир Кркљуш — мастеровање
- Јелена Антонић — графичка подршка[2]

## Рецензије
| Медиј     | Аутор рецензије   | Оцена          | Изв.  |
| --------- | ----------------- | -------------- | ----- |
|           | Синиша Миклаужић  | 4.5/5 звездица | [ 3 ] |
| Балканрок | Богдан Богдановић | 8/10 звездица  | [ 4 ] |
|           | Ведран Харча      | 8/10 звездица  | [ 5 ] |
| Време     | Зорица Којић      | —              | [ 6 ] |
| Нова      | Драган Амброзић   | —              | [ 7 ] |